# Condado de Scott (Virginia)
El condado de Scott (en inglés: Scott County), fundado en 1814, es uno de 95 condados del estado estadounidense de Virginia. En el año 2000, el condado tenía una población de 23,403 habitantes y una densidad poblacional de 17 personas por km². La sede del condado es Gate City.

## Geografía
Según la Oficina del Censo, el condado tiene un área total de 1396 km² (539 mi²), de la cual 1391 km² (537,1 mi²) es tierra y 5 km² (1,9 mi²) (0.38%) es agua.

### Condados adyacentes
- Condado de Wise (norte)
- Condado de Russell (noreste)
- Condado de Washington (este)
- Condado de Sullivan (Tennessee) (sureste)
- Condado de Hawkins (Tennessee) (sur)
- Condado de Hancock (Tennessee) (suroeste)
- Condado de Lee (oeste)

## Demografía
Según la Oficina del Censo en 2006, los ingresos medios por hogar en el condado eran de $27,339, y los ingresos medios por familia eran $33,163. Los hombres tenían unos ingresos medios de $28,328 frente a los $20,553 para las mujeres. La renta per cápita para el condado era de $15,073. Alrededor del 16.80% de la población estaban por debajo del umbral de pobreza.

## Localidades
- Clinchport
- Duffield
- Dungannon
- Gate City
- Nickelsville
- Weber City

### Comunidades no incorporadas
- Fort Blackmore
- Hiltons
- Maces Spring
- Yuma
- Rye Cove
- Mabe
- Stanleytown
- Snowflake
- Fairview